# Entodon vulcanicus
Entodon vulcanicus là một loài rêu trong họ Entodontaceae. Loài này được Demaret & J.-F. Leroy mô tả khoa học đầu tiên năm 1944.